# Anadia rhombifera
Anadia rhombifera là một loài thằn lằn trong họ Gymnophthalmidae. Loài này được Günther mô tả khoa học đầu tiên năm 1859.